# 彭迪
彭迪（1920年—），男，江西萍乡人，中国国际新闻评论家，曾任中华全国新闻工作者协会书记处书记，第三届全国人大代表。